# Circuito Internacional de Zhejiang
El circuito Internacional de Zhejiang es un circuito de carreras ubicado en Shaoxing, China. Fue diseñado por Apex Circuit Design Ltd. e inaugurado en 2016.

## Récords de vuelta
A noviembre de 2022, los récords oficiales de vuelta de carrera más rápida en el circuito se enumeran como:
| Categoría                  | Tiempo                     | Piloto                     | Vehículo                        | Año                        |
| Longitud: 3,200 km (2016-) | Longitud: 3,200 km (2016-) | Longitud: 3,200 km (2016-) | Longitud: 3,200 km (2016-)      | Longitud: 3,200 km (2016-) |
| -------------------------- | -------------------------- | -------------------------- | ------------------------------- | -------------------------- |
| LMP3                       | 1:26.922                   | Leo Ye                     | Ligier JS P3                    | 2017                       |
| Fórmula Renault 2.0        | 1:32.101                   | Luo Kailuo                 | Tatuus FR2.0/13                 | 2017                       |
| TCR                        | 1:33.414                   | Jason Zhang                | Lynk & Co 03 TCR                | 2022                       |
| GT3                        | 1:40.779                   | Alex Yoong                 | Audi R8 LMS GT3                 | 2017                       |
| GT4                        | 1:48.804                   | Ringo Chong                | Porsche Cayman GT4 Clubsport MR | 2017                       |